# أمير أباد كهنة (زهرا العلياء)
أمیر أباد کهنة (زهرا العلياء) (بالفارسية: امیرابادکهنه) هي مستوطنة تقع في إيران في Zahray-ye Bala Rural District. يقدر عدد سكانها بـ 633 نسمة .